# Авганистански хрт
Авганистански хрт је пас којег краси дебела, свилена длака са репом који се коврџа у прстен на крају. Ова раса је узгајана посебно за хладне планине Авганистана. Локално име је Тази Спеј (Паштунски: تاژي سپی‎) или Саге Тази (Дари персијски: سگ تازی). Друга имена за ову расу су Тази, Балучи хрт, Баракзај хрт, Шалгар хрт, Галандеј хрт.

## Основно
- Мужјак
  - Висина од 68 до 74 cm
  - Тежина од 25 до 29
- Женка
  - Висина од 63 до 69 cm
  - Тежина од 20 до 25

## Историја
Порекло ове расе, која долази из бројне групе средњеазијских хртова, није сасвим јасна. На западу, први представник ове расе приказан је 1907. године. Био је то пас Зардин, власништво капетана Барфа. Овај пас је постао легенда за сваког ко се касније бавио овом расом. Велики заслугу имају брачни парови Ампсови и Мурауови који су донели прве примерке на европски континент. Већина европских линија је потекла баш од ових паса. Авганистански хрт је први пут напустио Блиски исток са Британским војницима, који су их вратили назад у Енглеску у 19. веку. Авганистански хрт је 1926. године признат од стране Америчког кинолошког савеза. Постао је познат по својој величанствености и достигао је своју највећу популарност 1970-тих. Авганистански хртови су данас кућни љубимци и пси за изложбу а не ловци, иако су их неки власници воде на симулације лова.
Авганистански хрт је стари припадник породице хртова који је хиљадама година узгајана од стране домородаца Авганистана, Пакистана и северне Индије. Много података о историји ове расе изгубљено је током ратничких похода Џингис Кана и Александра Великог.
Као изразито способан ловац, авганистански хрт је кориштен у лову на велику и малу дивљач, укључујући антилопе, па чак и леопарде. Иако многи данашњи стручњаци оспоравају лов авганистанских хртова на леопарде, очевици наводе како су авганистански хртови убијали леопарде хватајући их за врат и тако ломећи кичму леопарда.

## Карактеристике пса

### Нарав
Авганистански хрт је пас веома веселе нарави, јер је веома активан и обожава игру. Поменути пси поседују висок степен интелигенције, а такође веома често показују и осећајност. Овај пас се врло брзо везује за свог власника. Независност и понос су такође особине којима се одликује карактер ове расе. Авганистански хрт није потпуно опуштен у односу са странцима, већ се понаша одмерено и резервисано. Поменути пас, иако је одличан у лову, не показује знаке агресивности већ се често за њих каже да су веома племенити пси.

### Општи изглед
Код овог пса је посебно важно крзно које псу даје изглед племенитости. Стиче се утисак да је снажан и достојанствен, а уз то су комбиновани брзина и окретност. Главу носи поносно.

### Глава
Лобања је дуга, не превише уска са израженом потиљном квргом. Складна, а на врху налази се дуги "реп". Стоп је благо изражен. Носна печурка се преферира црна, док се тамносмеђа боја дозвољава код светлијих паса. Њушка је дуга са јаким вилицама. Вилице су јаке, са правилним и потпуним маказастим загризом, тј. горњи зуби преклапају доње и вилице правилно належу. Клештаст угриз се толерише.
Преферирају се тамне очи, али златножуте се не санкционишу. Изгледају готово троугласте, благо су закошене навише, од унутрашњег угла према спољашњем. Уши су ниско усклађене и доста позади, ношене уз главу. Прекривене су дугом, свиленкастом длаком. Врат је дуг, снажан и мишићав.

### Тело
Леђа су равна, средње дуга и мишићава, док су слабине праве, широке и доста кратке. Сапи су благо падајуће према задњем делу, а кукови су доста истурени и на растојању. Грудни кош је добре дубине, а ребра су добро повијена. Лопатице су дуге и закошене, добро постављене уназад, мишићаве и снажне, без оптерећења.
Реп није превише кратак. Ниско је усађен, повијен на крају у облику прстен, а и правилно је одлакан. Предње шапе су снажне и веома дуге и широке, прекривене дугом, густом длаком, а прсти су заобљени. Јастучићи прилично додирују подлогу. Задње шапе су дуге, али не тако широке као предње.
Кретање је лако и еластично уз велико елеганцију.

### Длака
Дуга и фине текстуре на ребрима, предњим и задњим ногама и боковима. Код одраслих паса, длака је од лопатица уназад и преко седла кратка и уз тело. Од чеоног дела и уназад длака је дуга и издваја се свиленкасти "реп". На личном делу длака је кратка. Уши и ноге су добро одлакани. Дошапља могу бити без длаке. Длака мора да се природно развије. Све боје су прихватљиве.

## Нега и здравље
Нега длаке авганистанског хрта је захтевна, с обзиром да ова раса поседује дугу длаку. Под правилном негом подразумева се да га четкате сваки други дан. У периоду када се пси лињају, сматра се да је најбоље решење свакодневно четкање.
Потребна му је свакодневна физичка активност, било да је у питању енергична вежба или шетња. Иако веома добро подноси климатске услове и може живети у дворишту, саветује се да овај пас живи са власником и његовом породицом у кући или стану. Животни век расе је око 12 година. Женка оштени између 1-15 штенаца, а просек је 8 штенаца.
Болести штитне жлезде су вероватно највећи здравствени проблем авганистанских хртова. Поред тога, катаракта је озбиљан проблем, нарочито када се јаве у раној доби (код паса млађих од годину), што може довести до слепила. Дистрофија рожњаче и друге очне болести често се јављају код авганистанских хртова. Дисплазија кука је чест случај код ове расе, као и код осталих великих раса.

## Савет одгајивача
Његов инстинкт ловца је толико јак па се препоручује да је увек на повоцу. Ако га пустите са повоца а он хоће да потрчи, неће се вратити на звиждук или позив. Има савршену оријентацију и вратиће се тек када он одлучи и то из правца где га уопште не очекујете. Његов повратак може трајати и неколико сати. Мрзи самоћу и најсрећнији је када може бити стално присутан у кући. Из тог разлога не препоручује се држање у боксу.